# Pyłyp Panhełow-Jułdaszew
Pyłyp Panhełow-Jułdaszew, ukr. Пилип Пангелов-Юлдашев; ros. Филипп Пангелов-Юлдашев – Filipp Pangiełow-Jułdaszew (ur. 15 lutego 1994 w Kijowie) – ukraiński hokeista, reprezentant Ukrainy.
Jego babką ze strony matki była ukraińska lekkoatletka, biegaczka średnio- i długodystansowa startująca w barwach ZSRR, olimpijka z 1972, Tamara Panhełowa, a ojciec Ramil Jułdaszew (ur. 1961) radzieckim hokeistą pochodzenia baszkirskiego, reprezentantem ZSRR i Ukrainy.

## Kariera
- Tołpar Ufa (2010-2015)
- Zwiezda-WDW Dmitrow (2015)
- Dizel Penza (2015-2017)
- Sputnik Niżny Tagił (2017-2018)
- CSK WWS Samara (2018-2019)
- Donbas Donieck (2019-2022)
- Re-Plast Unia Oświęcim (2022-2023)
- Les Aigles de Nice (2023)
- Podhale Nowy Targ (2023-2024)
- LHK Jestřábi Prostějov (2024-)

Urodził się w Kijowie na Ukrainie, a od wczesnych lat karierę rozwijał w baszkirskiej Ufie w Rosji (rodzinnym mieście ojca). W sezonie 2009/2010 był kadrowiczem reprezentacji Rosji do lat 16.  Od 2010 do 2015 przez pięć sezonów występował w barwach Tołparu Ufa w rosyjskich rozgrywkach juniorskich MHL. W tym okresie w KHL Junior Draft 2011 został wybrany przez Saławat Jułajew Ufa z KHL. Po wkroczeniu w wiek seniorski od 2015 do 2020 występował w seniorskiej lidze WHL. W 2019 został zaangażowany przez ukraiński Donbas Donieck i w jego barwach grał do 2022. Na początku czerwca 2022 ogłoszono jego transfer do Re-Plast Unii Oświęcim w Polskiej Hokej Lidze. W czerwcu 2023 przeszedł do francuskiego zespołu. Od końca września 2023 zawodnik PZU Podhale Nowy Targ W listopadzie 2023 odszedł do 
W kadrze seniorskiej Ukrainy uczestniczył w turniejach mistrzostw świata edycji 2019, 2022, 2023, 2024 (Dywizja IB), 2025 (Dywizja IA).
Sygnatariusz deklaracji antywojennej hokeistów na Ukrainie z 2022.

## Sukcesy
Reprezentacyjne
- Awans do MŚ Dywizji I Grupy A: 2024

Klubowe
- Srebrny medal mistrzostw Ukrainy: 2020 z Donbasem Donieck
- Złoty medal mistrzostw Ukrainy: 2021 z Donbasem Donieck
- Finał Pucharu Polski: 2022 z Tauron Re-Plast Unia Oświęcim
- Brązowy medal mistrzostw Polski: 2023 z Unią Oświęcim

Indywidualne
- Ukraińska Hokejowa Liga (2020/2021):
  - Pierwsze miejsce w klasyfikacji +/- w sezonie zasadniczym: +42[9]
  - Skład gwiazd sezonu
  - Najlepszy obrońca sezonu[10]
  - Najbardziej Wartościowy Zawodnik (MVP) w fazie play-off[11]
- Mistrzostwa Świata w Hokeju na Lodzie 2024 (I Dywizja)#Grupa B:
  - Trzecie miejsce w klasyfikacji asystentów turnieju: 5 asyst[12]
  - Czwarte miejsce w klasyfikacji kanadyjskiej turnieju: 7 punktów[13]